# Badmintonteam Halle '86
Badmintonteam Halle '86, kortweg BTH '86, is een Belgische badmintonclub uit Halle.

## Beschrijving
De Halse badmintonclub heeft een uitgebreide werking voor recreatieve spelers, maar is aangesloten bij Badminton Vlaanderen als competitieclub. De spelers die actief zijn binnen de competitieploegen komen hoofdzakelijk uit de eigen jeugdopleiding. De thuisbasis voor alle speelmomenten, trainingen en competitiewedstrijden is het Halse Sportcomplex De Bres.

## Historiek
De club ziet in Halle in 1986 het levenslicht en krijgt stamnummer 99. BTH '86 werd opgericht door onder meer Annick Jenquin en Wim Demuylder - die tot 2017 de club leiden - en wordt van een recreatieve club uitgebouwd tot een competitieclub met eigen jeugdopleiding. Het ledenaantal groeit - samen met de populariteit van de sport - gestaag en zorgt ervoor dat Badmintonteam Halle '86 tot op heden een van de grootste badmintonclubs in Vlaams-Brabant is.
In 2007 is BTH '86 organisator van de Vlaamse Kampioenschappen Badminton en organiseert vanaf 2008 een eigen jeugd- en nationaal toernooi. In 2016 en 2019 mag de club ook de Provinciale Kampioenschappen Badminton (Vlaams-Brabant) organiseren. Vanaf 2019 komt er - ter vervanging van het nationaal toernooi - een internationaal toernooi op de kalender te staan. De Crystalstick International wordt elk jaar in week 6 (februari) georganiseerd.

## Crystalstick International
De Crystalstick International is een internationaal badmintontoernooi dat jaarlijks georganiseerd wordt door Badmintonteam Halle '86 en heeft een vaste plek op de Belgische toernooikalender. Het toernooi gaat sinds 2019 door in Sportcomplex De Bres te Halle en dit tijdens week 6 (februari). De verschillende disciplines die worden aangeboden zijn: Heren enkel, Heren dubbel, Dames enkel, Dames dubbel en Gemengd dubbel.

### Winnaars voorbije edities
| Jaar | Heren enkel   | Dames enkel      | Heren dubbel                   | Dames dubbel                  | Gemengd dubbel                    | Aantal deelnemers |
| ---- | ------------- | ---------------- | ------------------------------ | ----------------------------- | --------------------------------- | ----------------- |
| 2019 | Dion Rovers   | Geen Dames Enkel | Arnaud Deleu Koen Verleyen     | Caroline Baudry Céline Baudry | Geen Gemengd Dubbel               | 253               |
| 2020 | Tijl Dewit    | Geen Dames Enkel | Seung-Woo Lee Virender Moudgil | Geen Dames Dubbel             | Steven Coekelberghs Soetkin Dewit | 272               |
| 2021 | Nog te spelen | Nog te spelen    | Nog te spelen                  | Nog te spelen                 | Nog te spelen                     | Nog niet bekend   |

In bovenstaande lijst zijn enkel de winnaars in klassement A opgenomen.

## Erelijst
- 2012-2013: Kampioen 2de Liga - Dames 1D
- 2015-2016: Kampioen 2de Provinciale - Gemengd 1G
- 2018-2019: Kampioen 1ste Provinciale - Heren 1H

In bovenstaande lijst worden enkel de hoogst behaalde titels meegenomen van de elite-teams 1D, 1G en 1H. In werkelijkheid zijn er heel wat meer titels behaald.